# Kings-Plains-Nationalpark
Der Kings-Plains-Nationalpark ist ein Nationalpark im Nordosten des australischen Bundesstaates New South Wales, 478 km nördlich von Sydney, etwa 50 km nordwestlich von Glen Innes und rund 48 km nordöstlich von Inverell.
Der Park entstand im Januar 1988 zwischen dem Macintyre River und dem Severn River am Kings Plains Creek und Weean Creek. Die beiden Bäche bilden auf der felsigen Hochfläche Wasserfälle und viele Wasserlöcher, die das ganze Jahr über mit Wasser gefüllt sind. Diese dauernd verfügbare Wasserquelle zieht auch viele Wildtiere an. Besonders sehenswert sind die Kings Plains Falls, die allerdings nur nach stärkeren Regenfällen zu bewundern sind.